# Theater of Dimensions
Theater of Dimensions je sedmé studiové album německé symfonicmetalové kapely Xandria. Vyšlo 27. ledna 2017 u vydavatelství Napalm Records, se kterým Xandria spolupracuje již od alba Neverworld's End.

## O albu
Xandria po vydání alba Sacrificium odehrála na svém doposud největším turné přes sto padesát koncertů a díky tomu podle vlastních slov „posunula své hudební hranice a dál a své charakteristické prvky na novou úroveň.“ O albu proto před vydáním prohlašovala, že bude dosud „nejbarvitějším albem Xandrie, které bude obsahovat jak ty nejtvrdší, tak i nejdojemnější momenty.“
První singl vyšel 2. prosince 2016. Jednalo se o píseň „We Are Murderers (We All)“, na které se jako host podílel zpěvák Björn Strid ze skupiny Soilwork. Druhý singl, ke kterému byl natočen také videoklip, vyšel 17. ledna 2017 a jmenoval se „Call of Destiny“.

## Seznam skladeb
Všechny skladby napsal(i) Xandria. 
| Pořadí         | Název                                         | Délka |
| -------------- | --------------------------------------------- | ----- |
| 1.             | Where the Heart Is Home                       | 6:53  |
| 2.             | Death to the Holy                             | 4:46  |
| 3.             | Forsaken Love                                 | 4:20  |
| 4.             | Call of Destiny                               | 4:10  |
| 5.             | We Are Murderers (We All)                     | 5:49  |
| 6.             | Dark Night of the Soul                        | 5:21  |
| 7.             | When the Walls Came Down (Heartache Was Born) | 5:11  |
| 8.             | Ship of Doom                                  | 4:50  |
| 9.             | Ceilí                                         | 3:21  |
| 10.            | Song for Sorrow and Woe                       | 5:24  |
| 11.            | Burn Me                                       | 4:42  |
| 12.            | Queen of Hearts Reborn                        | 5:16  |
| 13.            | A Theater of Dimensions                       | 14:22 |
| Celková délka: | Celková délka:                                | 74:25 |

## Obsazení
- Dianne van Giersbergen – ženský zpěv
- Marco Heubaum – kytara, mužský zpěv, klávesy
- Philip Restemeier – kytara
- Steven Wussow – basová kytara
- Gerit Lamm – bicí